# Rabonas, las mujeres de la guerra
Rabonas, las mujeres de la guerra es un cortometraje peruano de 2018 del director Hamilton Segura, parte de una trilogía sobre la Guerra del Pacífico en la que se incluyen Manariqsisqa. Soldado desconocido y Reducto. La última línea de defensa de Lima.

## Argumento
La película narra la vida de las rabonas, centrando el relato en las acciones heroicas de Leonor Ordóñez, una guerrillera que organizó un grupo de 41 campesinos, entre ellos cinco mujeres, para combatir a las tropas chilenas en el valle del Mantaro en 1882.

## Reparto
Parte del reparto incluye a los siguientes:
- Elizabeth Sánchez
- Pablo Benavente
- Yulisa Oviedo
- Esfraí de la Cruz
- Gabriela Sánchez
- Isabel Matta